# بنك الدم فيتالنت
بنك الدم (فيتالنت) (سابقا الأنظمة الدم وشركة) هو منظمه غير ربحية تقوم بجمع الدم من المتبرعين وتوفير منتجات الدم والخدمات في جميع أنحاء الولايات المتحدة. تأسست في 
عام 1943 باسم بنك الدم في وادي نهر الملح في فينيكس، أريزونا. يخدم بنك الدم اليوم 40 ولاية، ولديه 127 مركزًا للتبرع، ويدعي جمع حوالي 1.8 مليون تبرع بالدم كل عام من حوالي 780,000 متبرع. هو مزود الدم الوحيد لما يقرب من 1000 مستشفى في جميع أنحاء الولايات المتحدة.
بنك الدم (فيتالنت) هو عضو مؤسس في الرابطة الأمريكية لبنوك الدم وشارك في إنشاء اتحاد مراكز الدم الأمريكية لمراكز الدم غير الربحية.

## التاريخ التنظيمي
تأسس بنك الدم الرئيسي الذي يمثل خدمات الدم المتحدة في عام 1943 باسم بنك الدم في وادي نهر الملح في فينيكس، أريزونا، من قبل أوبال ديفيس وكيتي بالدوين. بعد وقت قصير من إنشائها، تم تشكيل الشركة الأم (جهاز الدم)، تأسست بنوك الدم الأخرى التي أصبحت فيما بعد جزءًا من أنظمة الدم في نفس الفترة الزمنية، بما في ذلك مراكز الدم في المحيط الهادئ - التي تم تأسيس سلفها، بنك الدم إروين التذكاري، في عام 1941 كأول بنك دم مجتمعي في الولايات المتحدة - ومركز الدم الداخلي الشمالي الغربي (1945). كان نظام الدم هو أول بنك دم مشترك بين الولايات، ويعمل تحت أسماء متعددة. بحلول عام 1967، خدم 850 مستشفى في 12 ولاية. إنشاء أصغر سلف لـ فيتالنت (مصدرالحياه) في عام 1987 من خلال دمج مركز الدم في شمال إلينوي مع عمليات الصليب الأحمر الأمريكي في منطقة شيكاغو. نمت الشركة من خلال عمليات الدمج مع مراكز الدم الأخرى.
في 24 سبتمبر 2018، دمجت (جهاز الدم) جميع علاماتها التجارية الحالية تحت اسم فيتالنت. وشملت هذه حياة الدم، ومراكز الدم في المحيط الهادئ، ومصدر الدم، ومركز الدم بونفلز، وبنك الدم المركزي، وخدمات الدم المجتمعية، ومركز الدم الداخلي الشمالي الغربي، ومشاركه الدم.

## الشعب
بالإضافة إلى مراكز الدم، تشمل الأقسام الأخرى في فيتالنت معهد أبحاث فيتالنت وقسمًا للربح، العناية بالحياة.

### معهد البحوث الحيوية
يقع معهد البحوث الحيوية (معهد أبحاث أنظمة الدم سابقًا) في سان فرانسيسكو مع حرم جامعي ثانٍ في دنفر. يتم دعم VRI بواسطة منح من المعهد الوطني للصحة ولديها شراكات تعاونية مع كبرى الجامعات والمراكز الطبية مثل جامعة كاليفورنيا، سان فرانسيسكو، جامعة جنوب كاليفورنيا، المركز الطبي الوطني للأطفال، جامعة إيموري، جامعة جونز هوبكنز، جامعة كورنيل، جامعة بيتسبرغ، المركز الطبي للأطفال، أوكلاند، وزارة شؤون المحاربين القدامى، جامعة ماساتشوستس كلية الطب، مستشفى ماساتشوستس العام وكلية هارفارد الطبية مركز أبحاث الإيدز الشركاء.